# Клермон-Ферранский собор
Собор Вознесения Девы Марии (фр. Notre-Dame de l’Assomption à Clermont-Ferrand) — кафедральный собор готического стиля и исторический памятник, находящийся во французском городе Клермон-Ферран в регионе Овернь. Здесь расположена кафедра архиепископов Клермона (епископов до 2002 года).
Изначально на месте собора поочерёдно находились три христианских храма. Основная часть сооружения, существующего в наше время, датируется XIII веком.
Здание собора построено целиком из чёрной вулканической породы и поэтому хорошо заметно издалека. Два его шпиля высотой около 100 метров и башня возвышаются над крышами домов Клермона. Собор стоит на вершине холма, образовавшего исторический городской центр Клермон-Феррана, на площади place de la Victoire рядом с памятником папе Урбану II, который на Клермонском соборе, проходившем здесь в 1095 году, провозгласил Первый крестовый поход.

## Этапы строительства
В V веке епископ поселения племени арвернов Намаций заложил фундамент первого собора, что позволило местной христианской общине выйти за пределы своего квартала «vicus christianorum», как его назвал Григорий Турский. Он посвятил это здание святым Виталию и Агриколе, мощи которых он перевёз из Равенны. Из описания Григория Турского известно, что это сооружение длиной 43 метра имело форму базилики и было декорировано мрамором. В проекции здание имело неф с двумя декорированными боковыми нефами, трансепт и 70 колонн. Церковь была уничтожена в 760 году войсками короля франков Пипина Короткого.
Видимо, сожалея о содеянном, Пипин передал крупную денежную компенсацию епископу Адеберту для оплаты восстановительных работ, которые продолжались с 764 по 768 год. Вторая церковь была также разрушена, уже норманнами в 915 году.
Епископ Стефан II распорядился построить третий кафедральный собор в романском стиле, который был освящён в 946 году. Эта постройка, располагавшаяся в центре епископского квартала Клермона, огороженного галло-романскими оборонительными укреплениями, считалась шедевром религиозной архитектуры и, по всей видимости, стала прототипом для множества церквей в Оверни.
Этот собор полностью разрушили перед строительством последующего готического собора, за исключением романского фасада, существовавшего вплоть до 1851 года, и крипты, обнаруженной в XIX веке в ходе очередных строительных работ. Современный вид романской крипты существенно отличается от изначального, однако она сохранила свой план с венцом четырёх часовен, расходящихся из деамбулатория, засыпанного землёй при строительстве готического собора. До сих пор удаётся обнаружить участки смешанной кладки, скреплённые строительным раствором, где включены каменные блоки, взятые из античных построек, необработанные камни и отёсанные камни. Специалисты Клермонского университета проводили ряд исследовательских работ, чтобы точно установить срок сооружения этой крипты, многократно перестроенной в ходе разных реставрационных кампаний.
Часовни крипты считались частными и использовались для погребальных целей. Множество фрагментов дощечек из ограждения хоров, взятых из собора каролингской эпохи, были снова пущены в дело при последующих перестройках здания. После столетия конфликтов за господство в Клермоне между епископами, графами и капитулом, с начала XIII века епископ считался самостоятельным главой города.

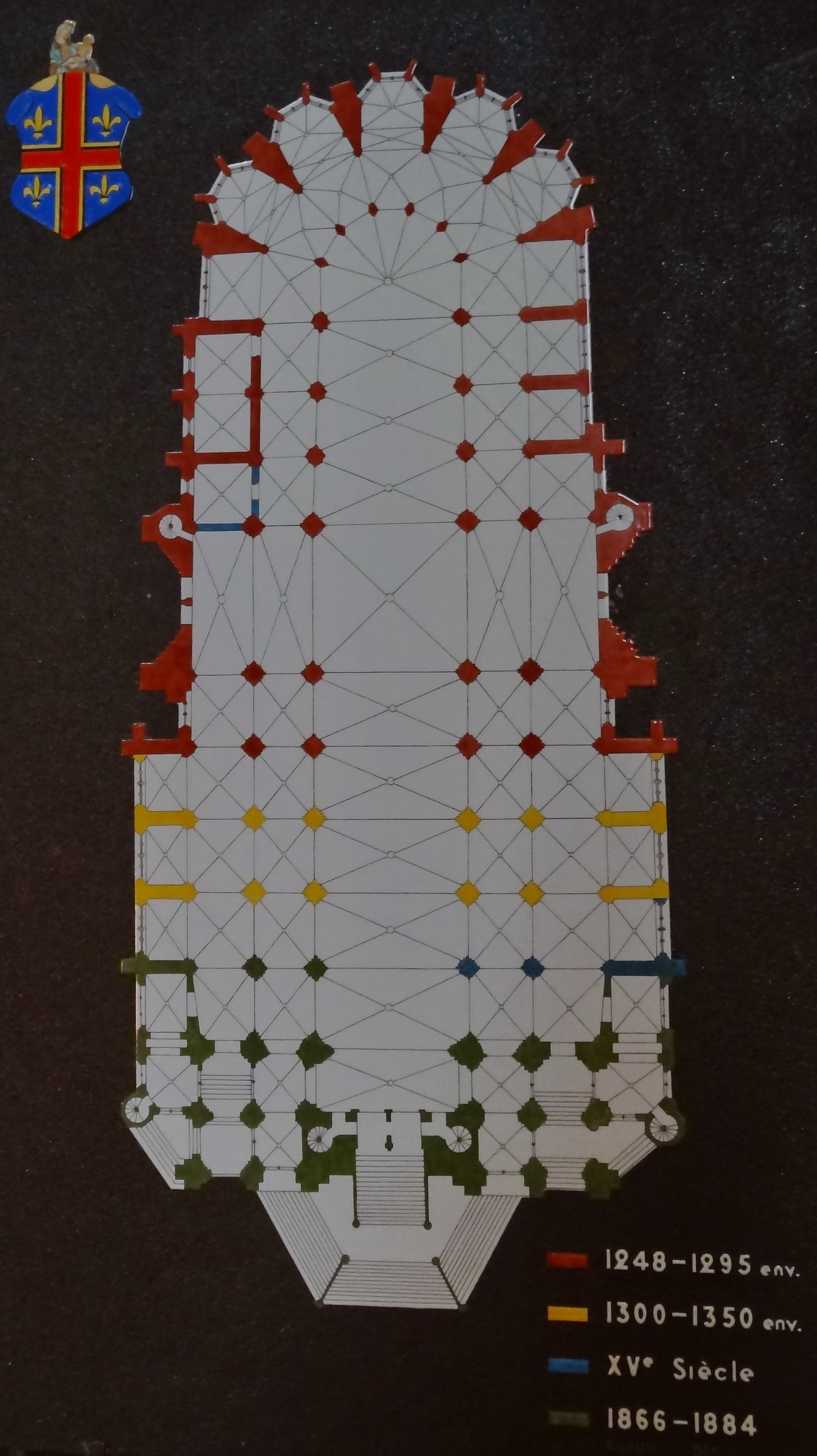
Этапы строительства на плане собора

В 1248 году епископ Юг де ла Тур дю Пен решил построить на этом месте новый кафедральный собор, вдохновлённый парижской часовней Сент-Шапель, которую он видел во время своей поездки в Париж. Возведение церкви в чарующем стиле североевропейской готики должно было закрепить главенствующую роль Клермона (тогда они были разделены с графским городом Монферраном), который уже несколько десятилетий находился под властью епископов.
Возведение нового собора было доверено архитектору Жану Дешаму (фр. Jean Deschamps), который также работал над возведением соборов Нарбонны и Лиможа, чем объясняется затянувшееся строительство собора в Клермоне. Находясь под влиянием соборов Бове и Амьена, он разработал оригинальный проект, в котором окна здания не занимали всё пространство между опорами и отсутствовал крестовый арочный свод.
Главной отличительной особенностью здания является материал, использованный для его возведения — камень из Волвика (магматическая вулканическая горная порода трахиандезит), который имеет тёмный мрачный цвет и прочность которого позволила воздвигнуть высокие стройные опоры. Именно из-за этой особенности Братья Гонкур дали зданию прозвище Собор углежогов
В 1262 году в частично построенном кафедральном соборе с большой помпой прошла церемония бракосочетания будущего короля Франции Филиппа III Смелого с инфантой Арагона Изабеллой и, вероятно, благодаря щедрости короля Людовика Святого в соборе была выполнена часть витражей, напоминающих витражи парижской часовни Сент-Шапель.

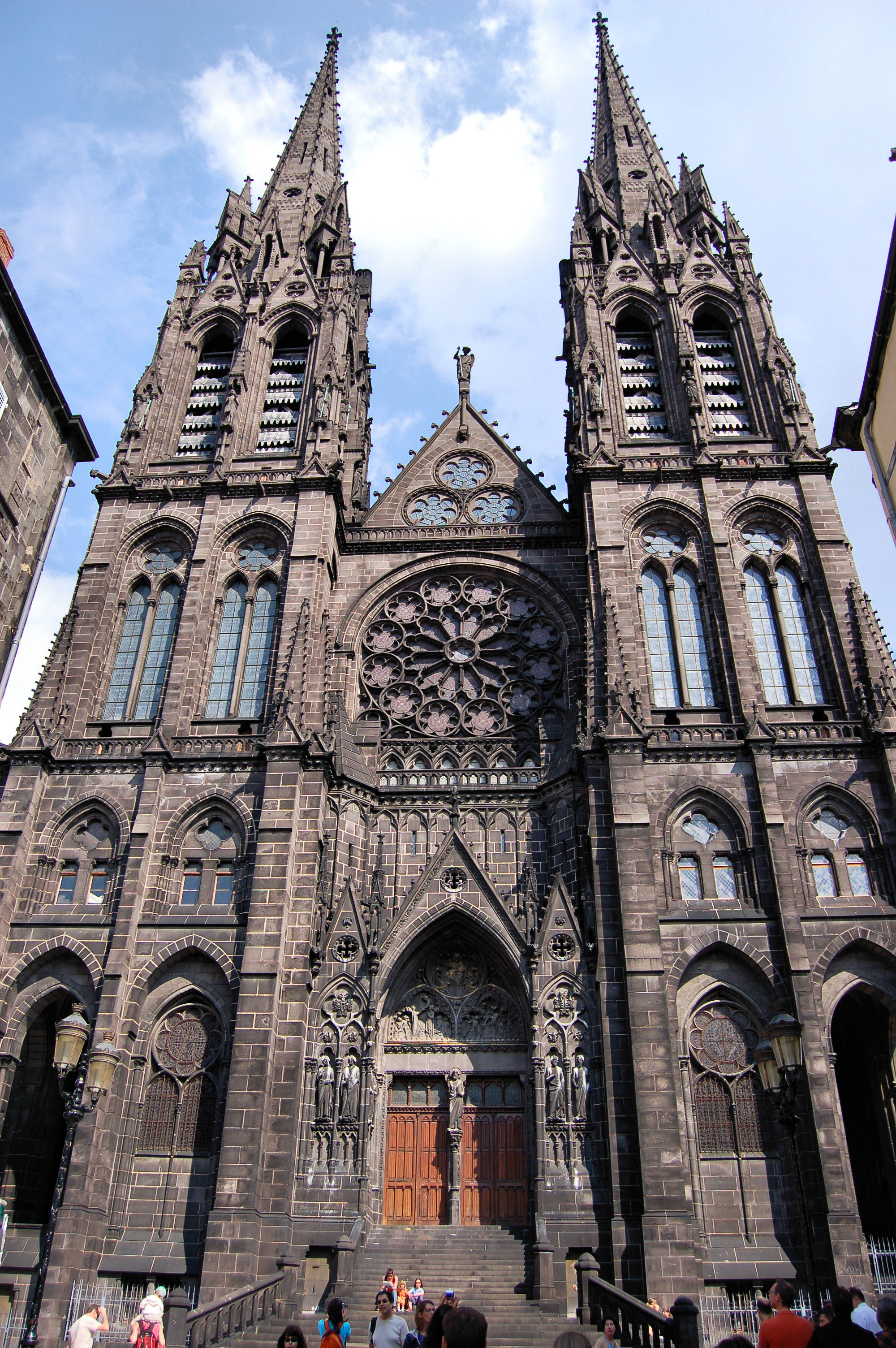
Главный фасад собора

Тем не менее, строительные работы ещё не были завершены: вплоть до 1325 года их продолжал Пьер Дешам, пришедший на смену своему отцу. После него эстафету принял Пьер де Себаза, завершив возведение трансепта и добавив три пролёта нефа с башнями у романского фасада. События Столетней войны не позволили ему закончить свои планы. В течение этих лет капитул смог добиться только возведения нового дверного проёма для входа в сокровищницу собора. Только к 1866 году были возведены последний пролёт нефа, притвор и западный фасад с двумя остроконечными шпилями по проекту французского идеолога неоготики Виолле-ле-Дюка, а в начале XX века была сооружена монументальная лестница для компенсации разницы в уровнях с улицей rue des Cras. Примечательно, что в ходе этого этапа строительных работ был разрушен дом, в котором родился Блез Паскаль.

## Габаритные размеры
- Полная длина: 99 м
- Длина хоров: 36 м
- Длина нефа и трансепта: 46,75 м
- Ширина трансепта: 32,70 м
- Высота в средокрестии: 28,70 м
- Высота боковых трансептов: 14,30 м
- Высота башни Байетт: 50,70 м
- Высота шпилей: 108 м

## Интерьер собора

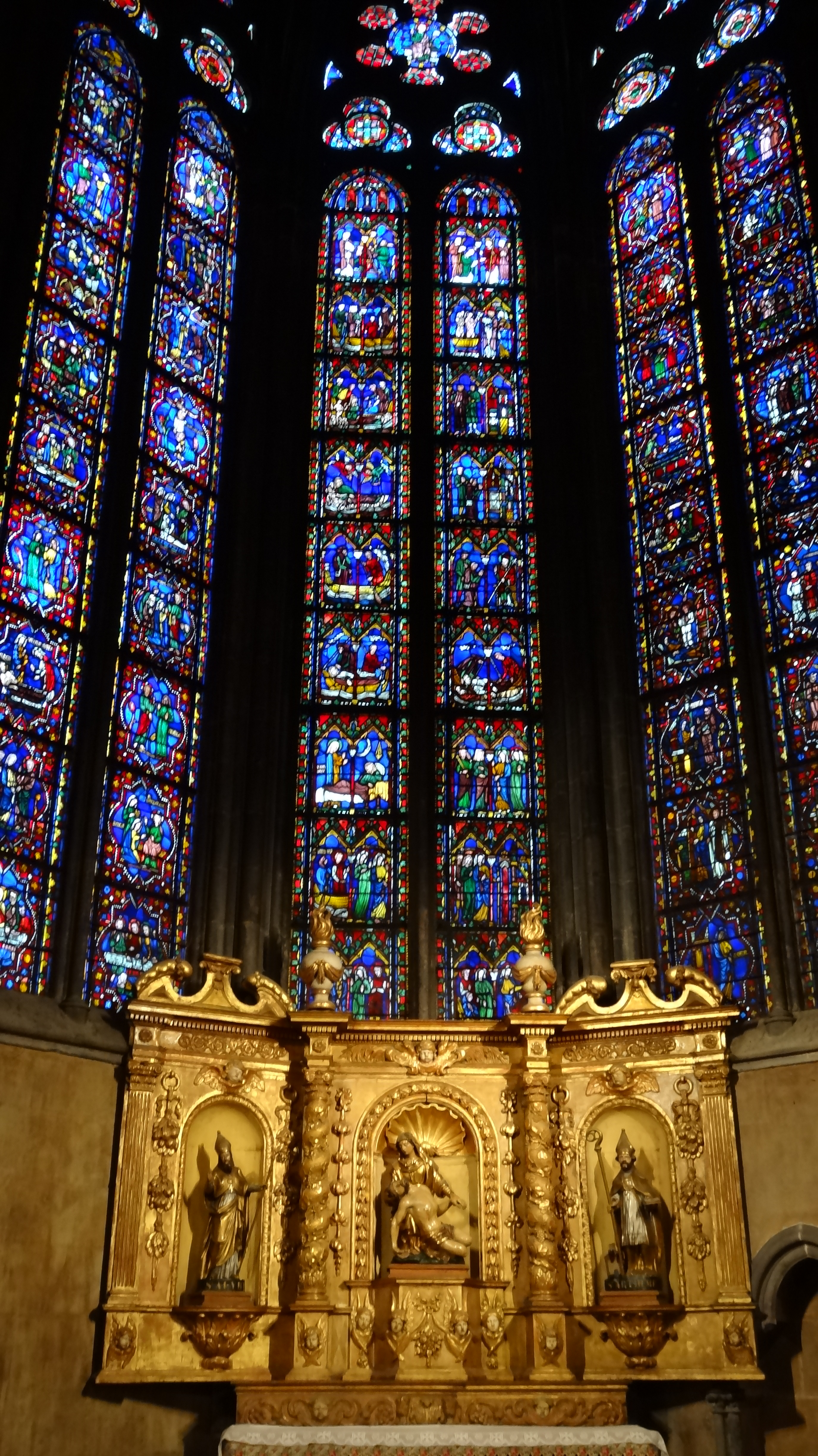
Часовня Марии Магдалины

В крипте собора находятся два античных саркофага, один датирован IV веком, а другой V или VI веком, которые представляют библейские сцены из Ветхого и Нового заветов. Более древний саркофаг, выполненный из ценнейшего каррарского мрамора, представляет погребальную процессию, с покойницей в центре композиции в молящейся позе. Более новый саркофаг служил поначалу алтарём, а затем, в последующие века, поилкой, представляет высеченных в отдельных нишах персонажей Христа и 12 апостолов.
Ведущая в деамбулаторий галерея сохранила примечательный комплекс фресок XIII века, на которых показаны евангелические сцены (в частности, насыщение народа пятью хлебами и благовестие пастухам); некоторые фрески, к примеру, Благовещения, частично стёрты.
Войдя в собор через северные врата можно увидеть под большим окном-розой «сарабанду сумасшедших», набор гротескных и похотливых сцен, напоминающих о маскарадах, которые в XIII веке устраивали в Клермоне ежегодно перед Рождеством.
При входе в собор можно подняться наверх башни Байетт (250 ступенек) откуда открывается исключительный вид на город с его домами из чёрной лавы, покрытых розовыми черепичными крышами, а также на горную цепь, окружающую город кольцом. Также можно пройти в галереи, соединяющие боковые часовни, чтобы увидеть чертежи архитекторов, описывающие работы обоих Дешамов.
Спустившись вниз, можно попасть в сокровищницу собора, где представлены роскошные литургические предметы и скульптурные группы, среди которых выделяется великолепная серия овернских мадонн с ребёнком. В северном крыле трансепта размещены очень хорошо сохранившиеся башенные часы с человечками (жакмар). Изначально они находились в Иссуаре, и были куплены городом Клермоном для установки в церкви Святого Жене, а после её закрытия были переданы сюда, в кафедральный собор. Красивые часы датированы 1527 годом. Три крупные статуи служат прообразом Времени, благородный старец с почтенной бородой окружён двумя автоматами, которые по очереди пробивают время.
Гордостью собора являются два окна-розы в трансепте; в одном, расположенном над северными вратами, преобладают пурпурно-фиолетовые тона, а в другом, расположенным над южным порталом, оранжевые тона. Окна вписаны в правильные квадраты, имеющие стороны по 8,50 метров. Оба окна датированы XIV столетием.
У южных врат трансепта размещены в вертикальном положении могильные камни каноников.
Витражи хоров, сверкающие и многоцветные, отличаются игрой света. Их необходимо читать снизу вверх и слева направо. На них описано житие святых покровителей каждой отдельной часовни.

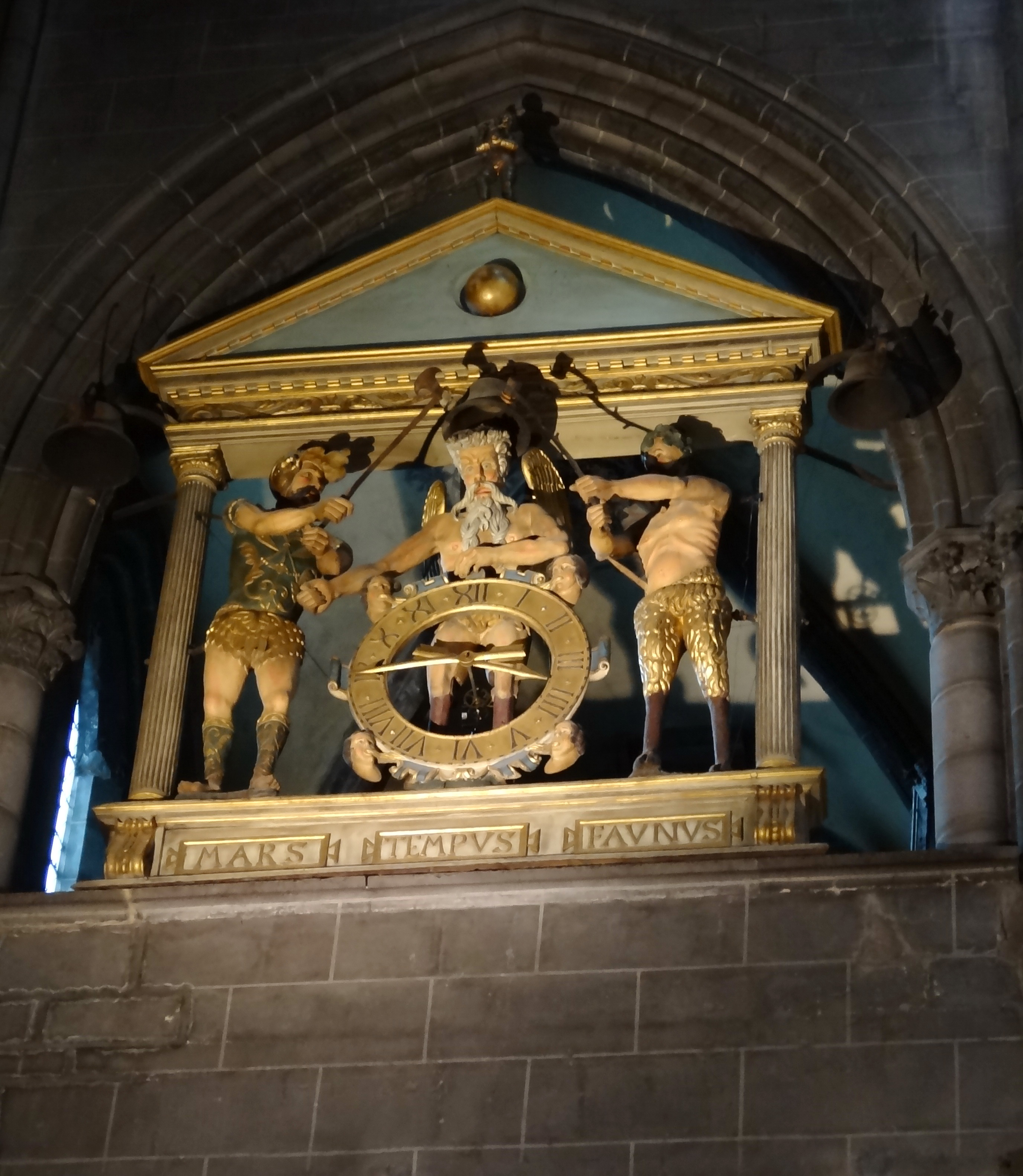
Часы с автоматами (1527 год)

Оригинальным украшением собора являются шесть барельефов, иллюстрирующих мужские профессии XIII века — лесорубы, лодочники, каменотёсы, каменщики, пастухи и плотники.
В хорах собора сохранилось большое количество настенных росписей, характерных для искусства конца XIII века, и в некоторых случаях датирующихся более поздним периодом. Три погребальных изображения, представленные друг за другом, относятся к трём различным эпохам. Первое располагается над входом в современную сокровищницу, второе — при входе в хоры, третье — на северной стене. Первая роспись датирована 1280 годом и представляет Деву с ребёнком, укрытую под готической эдикулой; донатор изображён молящимся на коленях. Справа над изображением уцелел фрагмент росписи, датированный 1302 годом, где изображён усопший в молитвенной позе. В 1452 году была выполнена фреска в память некоего Жана Констава, поверх росписи 1280 года и частично поверх фрески 1302 года.
Практически каждая часовня собора имеет своё неповторимое оформление. В часовне Святого Георгия сохранились настенные росписи, показывающие страдания святого и эпизод Крестового похода. Витраж часовни иллюстрирует житие, страдания и чудеса святого Георгия.
В часовне Марии Магдалины сохранились красивые фрески (XIII и XV века), представляющие святого Христофора и святого Себастьяна (весьма стилизованно). Эти настенные росписи были реставрированы в 1992—1993 годах.
Часовня святой Анны считается погребальной часовней епископов Клермона. Плиты в ней датированы XII веком и использовались повторно.

## Эпоха Французской революции

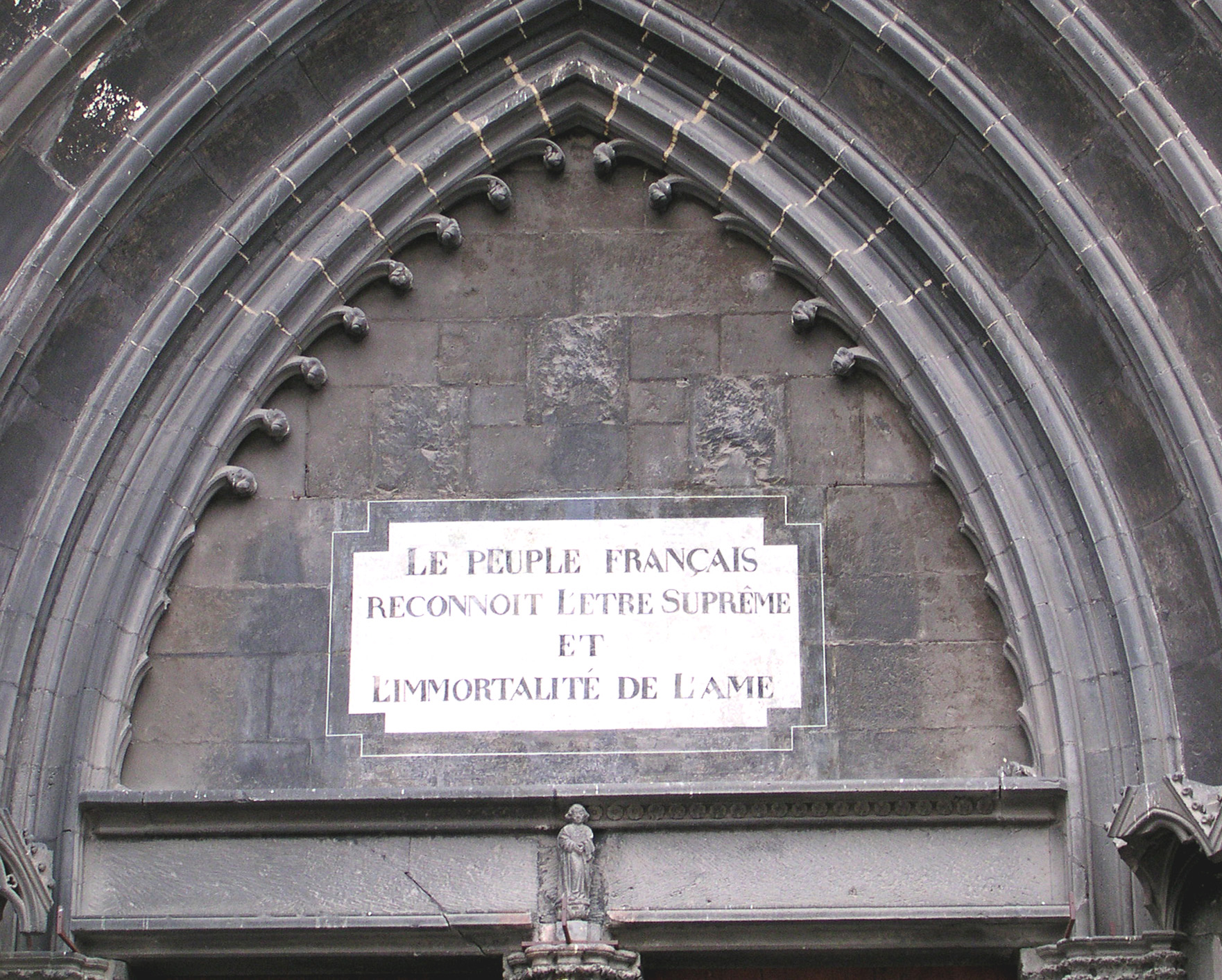
«Французский народ признаёт Верховное Существо и бессмертие души». Надпись на фронтоне обнаруженная при реставрации.

В годы французской революции революционеры намеревались разрушить церковь, однако бенедиктинцу Вердье-Латуру удалось убедить их, что здание церкви является отличным местом народных собраний. Тем не менее, предметы обстановки кафедрального собора, за исключением пасхального подсвечника работы Филиппа Кафиери, были полностью уничтожены революционерами. Также были разрушены три башенки трансепта. Башню Байетт не тронули по сугубо прагматичной причине — её часы показывали время. Особенно примечательна судьба амвона, полностью демонтированного и снова использованного на фасаде дома 46 по улице rue Fontgiève.